# Taxiflyg
Taxiflyg är enligt Luftfartsverket i Sverige definitionssamling luftfart i förvärvssyfte som innebär ej regelbunden sträckflygning för befordran av personer, utförd med luftfartyg vars högsta tillåtna flygmassa (flygvikt) ej överstiger 5 700 kg. I trafikpolitiskt hänseende är taxiflygning begränsad till luftfartyg typgodkända för högst 10 passagerare men utan begränsning i fråga om luftfartygets massa (vikt). Ej regelbunden flygning med större luftfartyg än dessa gränser räknas som charterflygning.
Den tekniska definitionen av taxiflyg avslöjar inte mycket om vad begreppet egentligen innebär. För att på ett enklare sätt förklara termens innebörd kan man säga att taxiflyg helt enkelt är jet- samt propellerflygplan inklusive besättning (kapten samt eventuellt styrman) som hyrs ut på tillfälligt uppdrag för transport av passagerare och/eller gods. Endast av civila luftfartsmyndigheter auktoriserade taxiflygbolag får erbjuda taxiflyg; I Sverige är det Transportstyrelsen  som är ansvarigt organ för luftfart. I Danmark finns taxiflyg på fastställda tider till vissa öar till vilka man kan köpa enstaka biljetter, något som liknar reguljärflyg med små flygplan.